# Jeannine Mestre
Jeannine Mestre (* 1947, Barcelona) ist eine spanische Schauspielerin.

## Leben
Jeannine Mestre ist in Deutschland vor allem aus dem Fernsehen durch den Spanisch-Sprachkurs „Hablamos Español“ bekannt, ihre Karriere entwickelte sich aber hauptsächlich im Theater, daneben spielte sie auch in Filmen und weiteren Fernsehserien mit. Sie hatte viele Auftritte am Centro Dramático Nacional (CDN), einem renommierten öffentlichen Zentrum für Theaterproduktionen in Spanien.

## Filmografie (Auswahl)

### Filme
- 1970: Nachts, wenn Dracula erwacht
- 1974: Das Leichenhaus der lebenden Toten (No profanar el sueño de los muertos)
- 1975: Das Tal der tanzenden Witwen
- 1978: Mord in Barcelona
- 1988: El placer de matar
- 1988: Der Zug
- 1992: Una mujer bajo la lluvia
- 1998: Me llamo Sara (Em dic Sara)
- 2004: Incautos
- 2010: La noche que murió Elvis

### Fernsehserien
- 1970: Veraneantes
- 1971: Hablamos Español
- 1985: Goya
- 1988: Der Zug (1988)

## Theatrografie
- Lysistrata (1972)
- Gaspar (1973)
- Antigone (1975)
- Woyzeck (1976)
- El sueño de una noche de verano (1980)
- El mito de Edipo Rey (1982)
- Don Álvaro o la fuerza del sino (1984)
- Kabaret para tiempos de krisis (1984)
- Savannah Bay (1986)
- Motor (1988)
- Eclipse total (1988)
- Els gegants de la muntanya (1990)
- A la glorieta (1992)
- Roberto Zucco (1993)
- Kvetch (1995–96)
- Lobas y zorras (1998)
- Llanto por Ignacio Sánchez Mejías (1998)
- Los misterios de la ópera (2000)
- Por un sí, por un no (2001)
- Coriolano (2005)
- Flor de Otoño (2005)
- Trenes que van al mar (2006)
- Función Beckett: La última cinta de Krapp, Qué palabra, Nana, Fragmento de Teatro II (2006)
- Delirio a dúo (2008)
- Las tierras de Alvargonzález (dirección) (2009)
- Tórtolas, crepúsculo y... telón (2010)
- La loba (2012)